# مورگوس
مورگوس (انگلیسی: Morgause)، یک نوع محبوب از شخصیت ملکه اورکنی، یک شخصیت افسانه ای آرتور (ماهیت بریتن) است که با نام‌های مختلف دیگری نیز شناخته می‌شود و در اشکال مختلف کهن الگوی او ظاهر می‌شود. او به ویژه مادر گاوین و اغلب همچنین مادر موردرد است.
هر دو بازیگر کلیدی در داستان برادرش شاه آرتور و سقوط او.